# Ukko Hietala
Ukko Uuno Hietala (* 4. August 1904 in Hollola; † 31. Oktober 1990 in Espoo) war ein finnischer Moderner Fünfkämpfer.
Hietala nahm an den Olympischen Sommerspielen 1936 in Berlin teil, wo er den 23. Rang belegte. Dabei stellte er im 4000-Meter-Crosslauf mit einer Zeit von 13:25,3 min einen neuen olympischen Rekord auf.